# Fondue
Fondue (phát âm tiếng Pháp: [fɔ'dy]) còn gọi là lẩu pho mát là một món ăn Thụy Sĩ, Pháp, và Ý gồm pho mát chảy được phục vụ trong nồi nóng đặt trên một cái bếp di động được làm nóng bằng nến hoặc đèn cồn, và ăn bằng cách chấm bánh mì vào pho mát bằng một cái dĩa dài. Món này được nâng lên thành món ăn quốc gia bởi Liên đoàn Pho mát Thụy Sĩ (Schweizerische Käseunion) trong thập niên 1930, nhưng nguồn gốc của nó xuất phát từ một khu vực bao gồm Thụy Sĩ, Pháp (Rhone Alps) và Ý (Piemonte và thung lũng Aosta).
Một hoặc nhiều loại pho-mát khác nhau, có thể thêm rượu hoặc một số gia vị khác) được đun chảy trong một chiếc nồi nhỏ. Nồi này sau đó được đặt trên một bếp nhỏ đốt bằng cồn hoặc nến, mục đích để giữ cho pho mát luôn ấm nóng và ở dạng lỏng. Bếp và nồi pho mát được phục vụ tại bàn, cùng với một số loại đồ ăn kèm phổ biến như là bánh mỳ cắt miếng nhỏ, các loại đồ nguội như thịt hun khói, xúc xích, salami, và một vài loại rau củ như khoai tây hay nấm. Pho mát làm Fondue có nhiều loại, công thức pha trộn các loại pho mát cũng khác nhau.

## Lịch sử
Công thức được biết đến sớm nhất cho fondue pho mát đến từ một quyển sách năm 1699 xuất bản ở Zurich, dưới tên "Käss mit Wein zu kochen", "cách nấu pho mát với rượu vang". Nó gồm pho mát nấu chảy với rượu vang, và có bánh mì để chấm vào đó.

## Từ nguyên
Từ fondue là từ bị động quá khứ hoàn thành giống cái của động từ tiếng Pháp fondre ("tan chảy") và được sử dụng làm danh từ. Nó được chứng thực lần đầu tiên tại Pháp năm 1735, ở Cuisinier moderne của Vincent la Chapelle, và tiếng Anh năm 1878.

## Fondue pho mát

### Thuỵ Sĩ
- Moitié-moitié (nửa nọ nửa kia), còn được gọi là Fondue Suisse: pho mát gruyère và pho mát vacherin Fribourg.
- Neuchâteloise: Pho mát gruyère và pho mát Emmental.
- Vaudoise: Pho mát gruyère.
- Fribourgeoise: Vacherin fribourgeois à fondue,[Note 1] trong đó khoai tây được chấm thay vì bánh mì. Đây là loại fondue pho mát duy nhất không có rượu vang. Pho mát được chảy trong vài thìa nước đun nhỏ lửa.[6]
- Genevoise: pho mát Gruyère với một chút Emmentaler và Valais. Đôi khi một chút nấm morchella thái áp chảo được thêm vào.[6]
- Innerschweiz: Pho mát gruyère, Emmental, và sbrinz.
- Interlaken: Pho mát Gruyere, Appenzeller, Emmental.
- Appenzeller: Pho mát Appenzeller thêm pho mát và kem
- Cà chua: Pho mát Gruyère, Emmental, cà chua băm và rượu vang.
- Cay: Pho mát Gruyère, ớt chuông xanh và đỏ, với ớt.
- Nấm: Pho mát Gruyère, vacherin Fribourg, và nấm.

### Pháp
- Savoyarde: Pho mát Comté, Beaufort và một trong hai loại pho mát địa phương Reblochon và Abondance,[7] hoặc phương bản Pháp tương đương với Pho mát Gruyère.
- Jurassienne: Pho mát Comté già hoặc vừa
- Auvergnate: Pho mát Saint-Nectaire, Cantal và Fourme d'Ambert[8]

### Dãy An-pơ Ý
- Valdôtaine (tiếng Pháp: Fondue à la valdôtaine[9] hoặc tiếng Ý: Fonduta alla valdostana): pho mát Fontina, sữa, trứng, và truffles, điển hình ở Thung lũng Aosta;
- Fonduta piemontese ở Piedmont.

## Các loại fondue khác

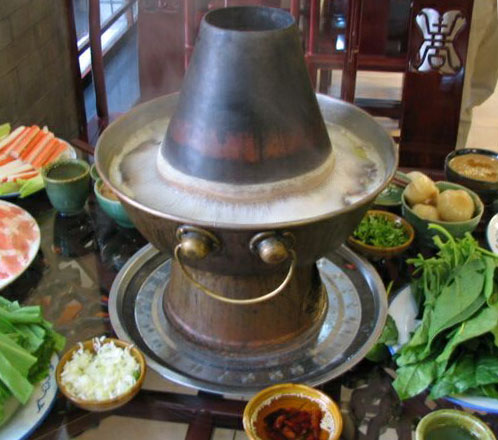
Lẩu, Fondue Trung Quốc (Hot pot)

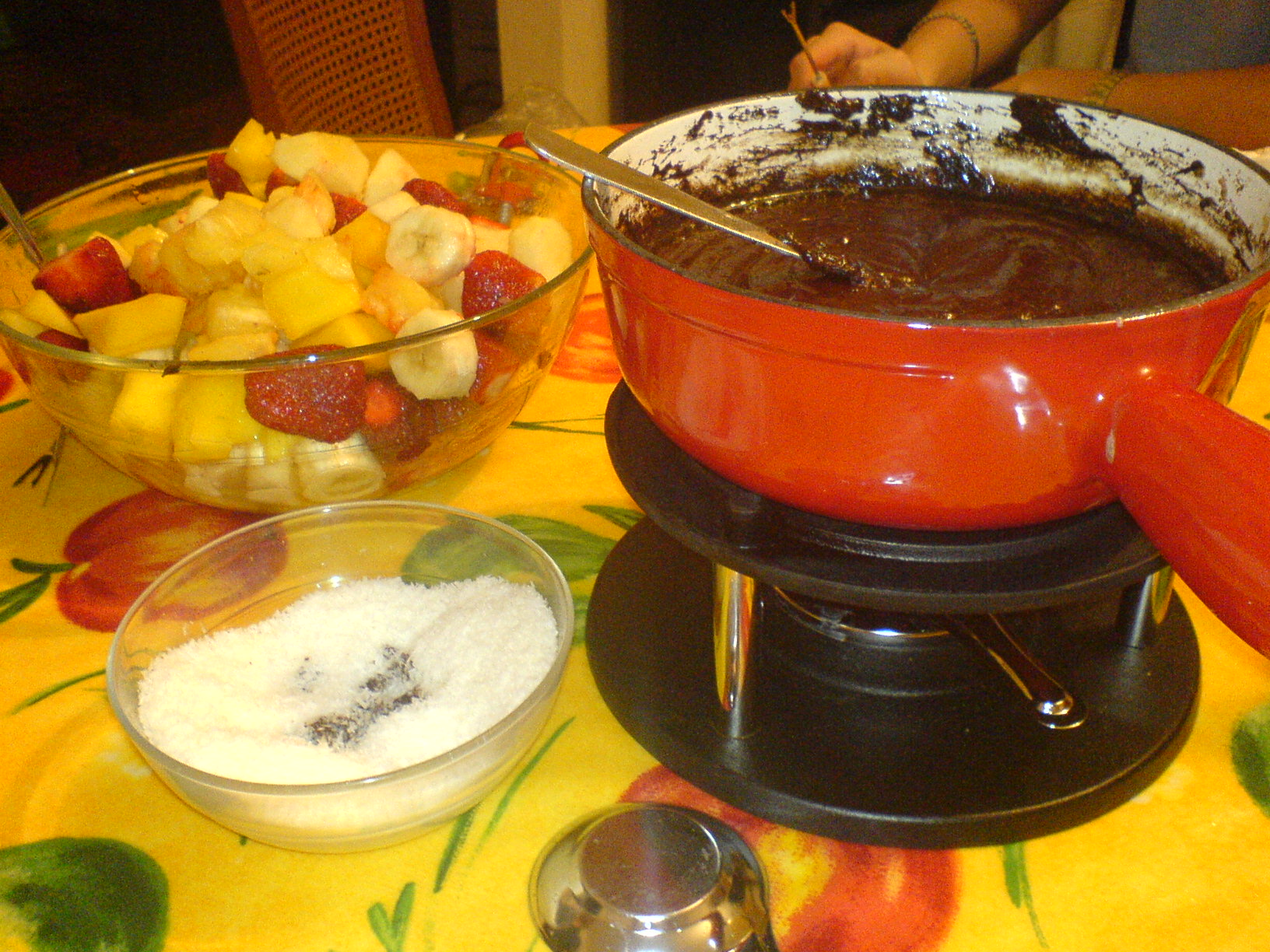
Fondue sô cô la

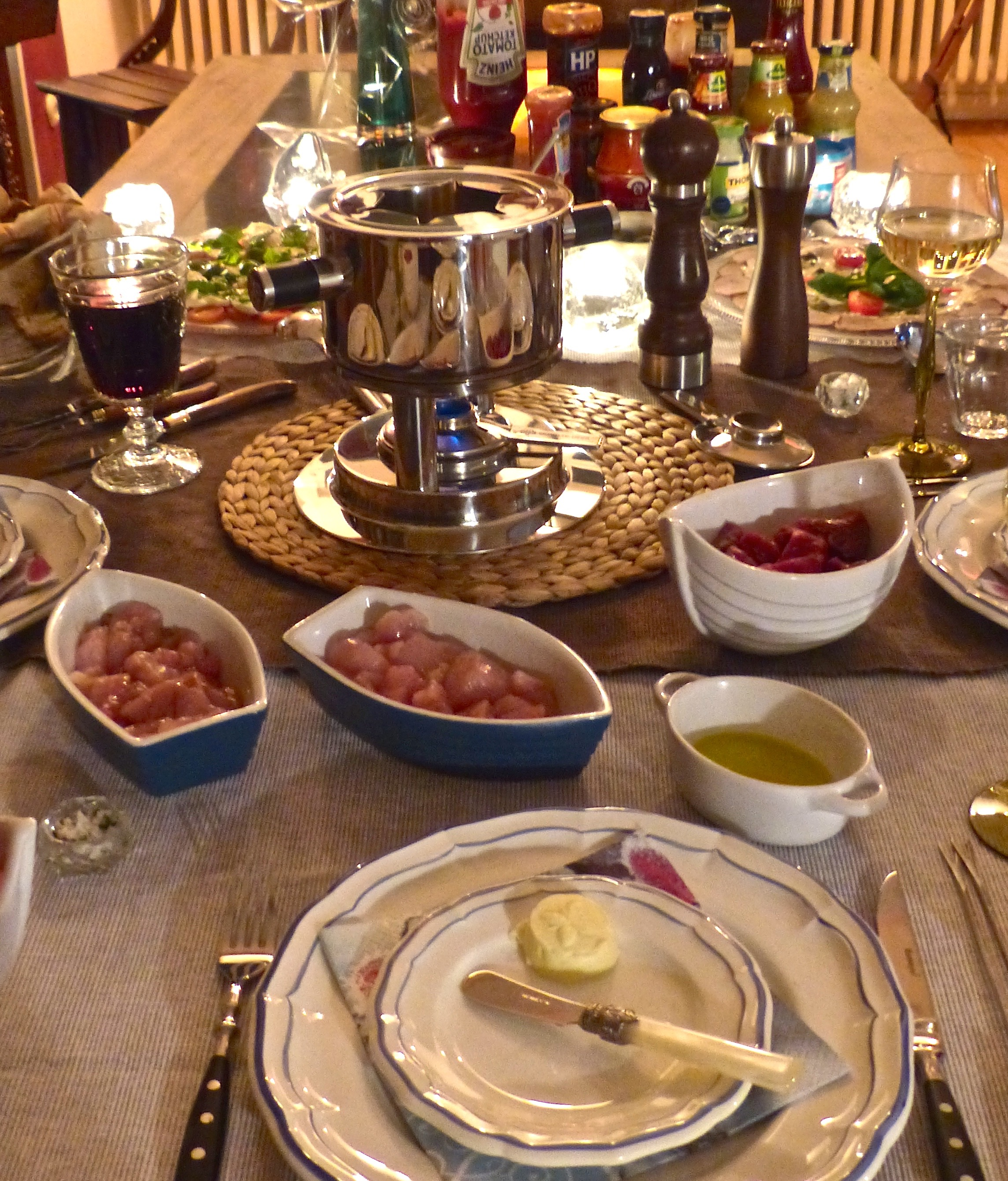
Fondue Bourguignonne

### Nước dùng
Fondue Trung Quốc là một tên gọi phổ biến của lẩu, trong đó thịt và rau được nấu trong một nồi nước dùng chung. Nhiều loại sốt được phục vụ kèm theo. Một cách độc đáo bữa ăn được kết thúc khi tất cả các thực khách đã nấu xong nguyên liệu của họ bằng cách chia đều nước dùng, mà bây giờ chứa một hỗn hợp của tất cả các hương vị từ các nguyên liệu trước đó.

### Sô cô la
Hoa quả hoặc bánh nướng thái được nhúng vào nồi nấu fondue (caquelon) chứa sô cô la, thường được tăng hương vị bằng rượu rum hoặc kirschwasser. Fondue tráng miệng còn có thể được làm từ dừa, mật ong, caramen, hoặc marshmallow

### Dầu
Fondue bourguignonne gồm một nồi nấu fondue chứa dầu nóng và thực khách nhúng các miếng thịt (thường là thịt bò) vào để nấu chúng. Các loại nước chấm khác nhau được bày trên bàn.

### Rượu vang
"Fondue vigneronne" giống với fondue bourguignonne, nhúng với rượu vang thay vì dầu. Fondue vang đỏ bao gồm vang đỏ nấu sôi, thêm muối, tiêu, tỏi, hành tây và rau thơm; phiên bản vang trắng được nêm với quế, ớt, rau mùi và nước dùng gà. Thực khách nhúng thịt, cá hoặc rau vào nồi nấu fondue và chấm với sốt bearnaise, tartare hoặc mù tạt Pháp.

## Truyền thống và nghi thức
Có một truyền thống rằng nếu một người đàn ông rơi bánh mì của mình vào trong nồi, anh ta phải mua tất cả đồ uống xung quanh, và nếu đó là một phụ nữ, cô phải hôn hàng xóm của cô. Một loại mousse sô cô la hoặc bánh sô cô la đôi khi cũng được gọi là "fondue sô cô la" bắt đầu từ những năm 1930.
Sự lựa chọn về nước giải khát để uống với fondue được quy định trong một số truyền thống trái ngược; một số cho là rượu vang trắng nên được uống, trong khi những người khác chỉ định rằng trà đen là thức uống nên lựa chọn. Một số người uống spirit trong hoặc sau bữa ăn. Một nghiên cứu được công bố năm 2010 cho thấy không cái nào trong số những loại đồ uống này gây ra chứng khó tiêu sau khi ăn fondue.